# Denitrifikation
Unter Denitrifikation oder Denitrifizierung versteht man die Umwandlung des im Nitrat (NO3−) gebundenen Stickstoffs zu molekularem Stickstoff (N2) und Stickoxiden, durch bestimmte heterotrophe und einige autotrophe Bakterien, die demnach als Denitrifikanten bezeichnet werden. Der Vorgang dient den Bakterien zur Energiegewinnung. Dabei werden bei Abwesenheit von molekularem Sauerstoff (O2) (anoxische Bedingungen) verschiedene oxidierbare Stoffe (Elektronendonatoren), wie organische Stoffe, Schwefelwasserstoff (H2S) und molekularer Wasserstoff (H2), mit Nitrat als Oxidans (Oxidationsmittel) oxidiert. Der Vorgang ist also eine Möglichkeit des Energiestoffwechsels, und zwar eines oxidativen Energiestoffwechsels.

## Reaktionen
Der Prozess ist an Membranen der Bakterien gebunden, in seinem Verlauf wird Energie in Form eines Protonen-Konzentrationsunterschieds zwischen den durch die Membran getrennten Räumen konserviert. Es handelt sich somit um eine Form der anaeroben Atmung, die auch als Nitratatmung bezeichnet wird.
Die einzelnen Schritte der mehrstufigen Reaktion werden durch die Metalloenzyme Nitratreduktase, Nitritreduktase, Stickstoffmonoxid-Reduktase und Distickstoffmonoxid-Reduktase katalysiert:
(1) Nitratreduktase
{\displaystyle \mathrm {\ NO_{3}^{-}+\ 2\ H^{+}+2\ e^{-}\longrightarrow \ NO_{2}^{-}+\ H_{2}O} }
(2) Nitritreduktase
{\displaystyle \mathrm {\ NO_{2}^{-}+2\ H^{+}+\ e^{-}\longrightarrow \ NO+\ H_{2}O} }
(3) Stickstoffmonoxid-Reduktase
{\displaystyle \mathrm {\ 2\ NO+\ 2\ H^{+}+\ 2\ e^{-}\longrightarrow \ N_{2}O+H_{2}O} }
(4) Distickstoffmonoxid-Reduktase
{\displaystyle \mathrm {\ N_{2}O+2\ H^{+}+2\ e^{-}\longrightarrow \ N_{2}+H_{2}O} }
Da die Redoxpotentiale aller Einzelschritte der Denitrifikation positiv sind, können diese Bakterien Nitrat als Elektronenakzeptor (Oxidationsmittel) für ihren oxidativen Energiestoffwechsel (oxidative Phosphorylierung) nutzen, wenn kein oder nur begrenzt molekularer Sauerstoff (O2) verfügbar ist (anoxische beziehungsweise hypoxische Verhältnisse). Bei der Oxidation von einem Mol Glucose mit Nitrat wird maximal 2670 kJ Energie frei (ΔG0' = −2670 kJ).
Die aus der Oxidation der organischen oder anorganischen Stoffe stammenden Elektronen (e−) beziehungsweise der daraus stammende Wasserstoff (H) wird durch Elektronen- und Wasserstoffüberträger übertragen, die sich je nach den unterschiedlichen Enzymen und Bakterien unterscheiden. In der Regel dienen Cytochrome und Chinone als Elektronen- bzw. Wasserstoffüberträger. Der Elektronentransport führt mittels der chemiosmotischen Kopplung zur Synthese von ATP und damit zur Energiekonservierung. Neben N2 wird allerdings auch immer eine kleinere Menge der Zwischenstufe N2O (gasförmig) freigesetzt. Dieser Prozess findet in der Natur überall statt, wo Nitrat und durch Denitrifizierer oxidierbare organische Stoffe unter anoxischen oder hypoxischen Bedingungen zur Verfügung stehen (z. B. Sümpfe, Böden, Sedimente in Flüssen und Seen). Von bestimmten Bakterien können auch molekularer Wasserstoff (H2), Schwefelwasserstoff (H2S), Ammonium (NH4+), Eisen(II)-Ionen (Fe2+) sowie Methan mit Nitrat (NO3−) unter Bildung von molekularem Stickstoff (N2) oxidiert werden.

## Denitrifikanten
Beispiele für denitrifizierende Bakterien sind:
- Paracoccus denitrificans (autotroph, Oxidation von H2 oder Thiosulfat (S2O32−))
- Thiobacillus denitrificans (autotroph, Oxidation von Sulfid (S2−) oder Thiosulfat (S2O32−))
- Pseudomonas stutzeri (heterotroph, Oxidation von organischen Stoffen)
- Vogesella indigofera
- Einige Arten von Flavobacterium[4]
- Azoamicus ciliaticola (Mitochondrien-ähnliche endosymbiontische Bakterien, die deren Wirts-Protisten ermöglichen Nitrat statt Sauerstoff zu atmen)[5][6]

Allgemein ist die Fähigkeit zur Denitrifikation innerhalb der Prokaryoten weit verbreitet; Häufungen gibt es in der Alpha-, Beta- und Gamma-Klasse der Proteobakterien.

## Ökologische und technische Bedeutung
Der im Nitrat gebundene Stickstoff wird durch Denitrifikation zu molekularem Stickstoff (N2) umgesetzt, also in eine Form überführt, die weitgehend inert (lat. träge, untätig) ist und von den meisten Lebewesen nicht als Nährstoff (Stickstoffquelle) genutzt werden kann. In Gewässern und Böden ist er damit nicht mehr im Sinne eines Düngemittels verfügbar und nicht mehr umweltrelevant. Der entstandene molekulare Stickstoff (N2) entweicht größtenteils in die Atmosphäre, in der er ohnehin Hauptbestandteil ist. Die Denitrifikation und der erst in jüngerer Zeit entdeckte Anammox-Prozess sind die einzigen Stoffwechselwege, bei denen gebundener Stickstoff wieder in die molekulare Form übergeht, und sind daher ein wesentlicher Bestandteil des Stickstoffkreislaufes.
Flussauen leisten durch die dort stattfindende Denitrifikation einen wesentlichen Beitrag zur Verbesserung der Wasserqualität von Flüssen.
Technisch wird die Denitrifikation in der Abwasserreinigung in Kläranlagen zur Eliminierung von Nitrat eingesetzt. Sie kann auch zur Entfernung von Nitrat bei der Trinkwassergewinnung (siehe Wasseraufbereitung) verwendet werden. Als Reduktans (Elektronendonator) wird dabei oft Alkohol, seltener molekularer Wasserstoff angewandt.